# Sowjetischer Fußballpokal 1977
Der Sowjetische Fußballpokal 1977 war die 36. Austragung des sowjetischen Pokalwettbewerbs der Männer. Pokalsieger wurde Dynamo Moskau. Das Team setzte sich im Finale gegen Torpedo Moskau durch. Dynamo Moskau qualifizierte sich durch den Sieg für den Europapokal der Pokalsieger.

## Modus
An dem Wettbewerb nahmen ab der 1. Runde die 20 Zweitligisten und 12 Teams aus der drittklassigen Wtoraja Liga teil. Die 16 Erstligisten stiegen in der 2. Runde ein. Alle Begegnungen wurden in einem Spiel entschieden. Stand es nach regulärer Spielzeit unentschieden, wurde das Spiel um zweimal 15 Minuten verlängert. Stand danach kein Sieger fest, folgte ein Elfmeterschießen.

## Teilnehmende Teams
| Wysschaja Liga (16) | Wysschaja Liga (16) | Perwaja Liga (20) | Perwaja Liga (20) | Wtoraja Liga (12)                                                                                                 | Wtoraja Liga (12)                                                                                           |
| --- | --- | --- | --- | --- | --- |
| - Dynamo Moskau - Lokomotive Moskau - Torpedo Moskau - ZSKA Moskau - Ararat Jerewan - Dnjepr Dnjepropetrowsk - Dynamo Kiew - Dinamo Tiflis | - Kairat Alma-Ata - Karpaty Lwow - Krylja Sowetow Kuibyschew - Neftçi Baku - Schachtjor Donezk - Sarja Woroschilowgrad - Tschernomorez Odessa - Zenit Leningrad | - Dynamo Leningrad - Dinamo Minsk - Kolchostschy Aschchabat - Krywbas Kriwoi Rog - Kusbass Kemerowo - Metallurg Saporoschje - Nistru Kischinjow - Pamir Duschanbe - Pachtakor Taschkent - SKA Rostow | - Rubin Kasan - Schinnik Jaroslawl - Spartak Iwano-Frankowsk - Spartak Moskau - Spartak Ordschonikidse - Swesda Perm - Tawrija Simferopol - Terek Grosny - Torpedo Kutaissi - Uralmasch Swerdlowsk | - Amur Blagoweschtschensk - SKA Chabarowsk - Dinamo Brest - Fakel Woronesch - Guria Lantschchuti - Iskra Smolensk | - Maschuk Pjatigorsk - Metallist Charkow - Neftjanik Fergana - Rostselmasch Rostow - SKA Kiew - FK Yangiyer |

## 1. Runde
Teilnehmer: Die 20 Zweitligisten und die 12 Drittligisten
| Datum      |                         | Ergebnis              |                         |
| ---------- | ----------------------- | --------------------- | ----------------------- |
| 27.03.1977 | Guria Lantschchuti      | 4:1                   | Schinnik Jaroslawl      |
| 27.03.1977 | Krywbas Kriwoi Rog      | 1:2                   | SKA Chabarowsk          |
| 27.03.1977 | Kusbass Kemerowo        | 0:1                   | Iskra Smolensk          |
| 27.03.1977 | Maschuk Pjatigorsk      | 1:2                   | Pamir Duschanbe         |
| 27.03.1977 | Metallurg Saporoschje   | 2:1                   | Dinamo Brest            |
| 27.03.1977 | Nistru Kischinjow       | 2:0 n. V.             | Dynamo Leningrad        |
| 27.03.1977 | Pachtakor Taschkent     | 6:0                   | Amur Blagoweschtschensk |
| 27.03.1977 | Rostselmasch Rostow     | 0:1                   | Fakel Woronesch         |
| 27.03.1977 | SKA Kiew                | 2:0                   | Neftjanik Fergana       |
| 27.03.1977 | Spartak Iwano-Frankowsk | 2:1                   | Kolchostschy Aschchabat |
| 27.03.1977 | Spartak Moskau          | 2:0                   | Rubin Kasan             |
| 27.03.1977 | Spartak Ordschonikidse  | 1:1 n. V. (4:5 i. E.) | Dinamo Minsk            |
| 27.03.1977 | Terek Grosny            | 3:2 n. V.             | Swesda Perm             |
| 27.03.1977 | Torpedo Kutaissi        | 0:1                   | Metallist Charkow       |
| 27.03.1977 | Uralmasch Swerdlowsk    | 0:2                   | SKA Rostow              |
| 27.03.1977 | FK Yangiyer             | 1:1 n. V. (6:5 i. E.) | Tawrija Simferopol      |

## 2. Runde
Teilnehmer: Die 16 Sieger der 1. Runde und alle 16 Erstligisten, die auswärts antraten.
| Datum      |                         | Ergebnis              |                           |
| ---------- | ----------------------- | --------------------- | ------------------------- |
| 10.04.1977 | Guria Lantschchuti      | 0:1                   | ZSKA Moskau               |
| 10.04.1977 | Dinamo Minsk            | 5:0                   | Neftçi Baku               |
| 10.04.1977 | Iskra Smolensk          | 3:1                   | Krylja Sowetow Kuibyschew |
| 10.04.1977 | Metallist Charkow       | 2:2 n. V. (2:4 i. E.) | Karpaty Lwow              |
| 10.04.1977 | Metallurg Saporoschje   | 0:1                   | Zenit Leningrad           |
| 10.04.1977 | Nistru Kischinjow       | 0:1 n. V.             | Schachtjor Donezk         |
| 10.04.1977 | Pamir Duschanbe         | 0:1 n. V.             | Torpedo Moskau            |
| 10.04.1977 | Pachtakor Taschkent     | 1:0                   | Dinamo Tiflis             |
| 10.04.1977 | SKA Kiew                | 2:0                   | Tschernomorez Odessa      |
| 10.04.1977 | SKA Rostow              | 0:2                   | Sarja Woroschilowgrad     |
| 10.04.1977 | SKA Chabarowsk          | 0:2                   | Dynamo Kiew               |
| 10.04.1977 | Spartak Iwano-Frankowsk | 1:1 n. V. (6:5 i. E.) | Ararat Jerewan            |
| 10.04.1977 | Spartak Moskau          | 3:1                   | Lokomotive Moskau         |
| 10.04.1977 | Terek Grosny            | 1:2                   | Dnjepr Dnjepropetrowsk    |
| 10.04.1977 | Fakel Woronesch         | 2:3                   | Kairat Alma-Ata           |
| 10.04.1977 | FK Yangiyer             | 0:1                   | Dynamo Moskau             |

## Achtelfinale
Teilnehmer: Die 16 Sieger der 2. Runde
| Datum      |                        | Ergebnis              |                         |
| ---------- | ---------------------- | --------------------- | ----------------------- |
| 17.06.1977 | Iskra Smolensk         | 1:2                   | Pachtakor Taschkent     |
| 17.06.1977 | ZSKA Moskau            | 1:2                   | SKA Kiew                |
| 18.06.1977 | Dynamo Kiew            | 2:0                   | Spartak Iwano-Frankowsk |
| 18.06.1977 | Dnjepr Dnjepropetrowsk | 1:3                   | Sarja Woroschilowgrad   |
| 18.06.1977 | Zenit Leningrad        | 2:0                   | Karpaty Lwow            |
| 18.06.1977 | Kairat Alma-Ata        | 0:2                   | Dynamo Moskau           |
| 18.06.1977 | Spartak Moskau         | 0:0 n. V. (1:3 i. E.) | Torpedo Moskau          |
| 18.06.1977 | Schachtjor Donezk      | 1:0                   | Dinamo Minsk            |

## Viertelfinale
| Datum      |                       | Ergebnis              |                     |
| ---------- | --------------------- | --------------------- | ------------------- |
| 09.07.1977 | Torpedo Moskau        | 1:0                   | SKA Kiew            |
| 10.07.1977 | Dynamo Moskau         | 3:0                   | Dynamo Kiew         |
| 10.07.1977 | Sarja Woroschilowgrad | 1:0                   | Pachtakor Taschkent |
| 10.07.1977 | Zenit Leningrad       | 1:1 n. V. (4:3 i. E.) | Schachtjor Donezk   |

## Halbfinale
| Datum      |                       | Ergebnis |                 |
| ---------- | --------------------- | -------- | --------------- |
| 31.07.1977 | Sarja Woroschilowgrad | 0:1      | Torpedo Moskau  |
| 01.08.1977 | Dynamo Moskau         | 2:1      | Zenit Leningrad |

## Finale
| Paarung        | Dynamo Moskau – Torpedo Moskau |
| Ergebnis       | 1:0 (1:0) |
| Datum          | 13. August 1977 |
| Stadion        | Olympiastadion Luschniki, Moskau |
| Zuschauer      | 45.000 |
| Schiedsrichter | Wladimir Rudnew |
| Tore           | 1:0 Wladimir Kasatschjonok (17.) |
| Dynamo Moskau  | Wladimir Pilguj – Anatoli Parow, Alexander Nowikow, Alexander Machowikow, Alexander Bubnow – Alexei Petruschin, Michail Gerschkowitsch, Oleg Dolmatow – Andrei Jakubik, Wladimir Kasatschjonok, Alexander Minajew. Cheftrainer: Alexander Sewidow                                      |
| Torpedo Moskau | Anatoli Sarapin – Sergei Prigoda, Nikolai Chudijew, Wladimir Buturlakin, Wassili Schupikow – Anatoli Degtjarjow (61. Sergei Petrenko), Waleri Filatow, Juri Chlopotnow – Wladimir Jurin , Wladimir Sacharow (46. Nikolai Wassiljew), Jewgeni Chrabrostin. Cheftrainer: Walentin Iwanow |
| Gelbe Karten   | keine – Waleri Filatow (68.) |
| Platzverweise  | Oleg Dolmatow (73. Revanchefoul) – Jewgeni Chrabrostin (73. grobes Foul) |